# Hertenrits-Naturschutzgebiet
Das Hertenrits-Naturschutzgebiet liegt in Suriname, im Distrikt Nickerie, nördlich von Wageningen.
Das Naturschutzgebiet an der Westküste wurde 1972 gegründet und ist mit einem Areal von circa 100  ha das kleinste Reservat in Suriname. Es dient vor allem dem Schutz der durch die Hertenrits-Indios künstlich aus Erde aufgeschütteten Siedlungshügeln. Die ersten aus verschiedenen Lagen bestehenden Warften wurden ab dem 8. Jahrhundert angelegt und sind vor allem aus archäologischer Sicht von Bedeutung.